# Jahmir Hyka
Jahmir Hyka (* 8. März 1988 in Tirana) ist ein albanischer ehemaliger Fußballspieler.

## Karriere
Schon im Alter von 16 Jahren war er bei seinem Heimatverein Dinamo Tirana im Kader der 1. Mannschaft, debütierte dort aber nie. Ein Jahr wechselte er leihweise zu Rosenborg Trondheim in die höchste norwegische Spielklasse, die Tippeligaen. Seit Januar 2007 stand er beim griechischen Meister Olympiakos Piräus unter Vertrag. Zur Saison 2007/08 wurde er an den albanischen Meister KF Tirana ausgeliehen, um Spielpraxis zu sammeln. Zur Saison 2008/09 wechselte Hyka zum 1. FSV Mainz 05. Durchsetzen konnte er sich dort aber nie und wechselte am 15. Juni 2010 zum griechischen Erstligisten Panionios Athen. Ein halbes Jahr später kehrte er zu KF Tirana zurück.
Im Sommer 2011 wechselte er zum Schweizer Super-League-Verein FC Luzern. In fünfeinhalb Saisons absolvierte Hyka 161 Meisterschaftsspiele und schoss dabei 21 Tore. Sein Vertrag lief bis 30. Juni 2017.
Im Februar 2017 verließ er vor Vertragsende den FC Luzern und schloss sich dem US-amerikanischen Erstligisten San José Earthquakes an. Im November 2018 gab San José Earthquakes bekannt, dass der auslaufende Vertrag von Hyka nicht verlängert wird.
Im Januar 2019 schloss er sich dem israelischen Erstligisten Maccabi Netanja an. Doch schon ein Jahr später ging er weiter zum Ligarivalen und Aufsteiger Sektzia Nes Tziona.

## Nationalmannschaft
Für die albanische Nationalelf bestritt er am 7. Februar 2007 gegen Mazedonien sein erstes A-Länderspiel. Er spielte im Mittelfeld und galt als ein großer Hoffnungsträger in Albanien. Bis 2018 absolvierte er insgesamt 47 Partien, in denen er zwei Treffer erzielen konnte.

## Erfolge
- Norwegischer Meister: 2006
- Albanischer Pokalsieger: 2011